# Rowlandius vinai
Rowlandius vinai är en spindeldjursart som beskrevs av Rolando Teruel 2003. Rowlandius vinai ingår i släktet Rowlandius och familjen Hubbardiidae. Inga underarter finns listade i Catalogue of Life.